# Pont Benjamin-Moreau
Le pont Benjamin-Moreau est un pont routier situé à Repentigny qui enjambe la rivière L'Assomption. Il dessert ainsi la région administrative de Lanaudière.

## Description
Le pont est emprunté par l'autoroute 40. Il est composé de deux ponts jumeaux comportant chacun trois voies de circulation, soit six voies au total.
On estime qu'environ 106 000 véhicules empruntent le pont chaque jour,, soit une moyenne annuelle de 38,7 millions de véhicules.

## Toponymie
Le pont est nommé en l'honneur de Benjamin Moreau (1804-1871), qui fut le premier maire de Repentigny, de 1855 à 1858 et le deuxième maire de l'ancienne municipalité de Le Gardeur (aujourd'hui fusionnée à Repentigny).